# 鄭羽儀
郑羽仪，字敬生，福建闽县（今福州）人。明朝政治人物。同進士出身。

## 生平
崇祯十六年，登癸未进士，授中书舍人。明亡殉难。著有《戴礼新旨》。